# 中華人民共和國經濟史

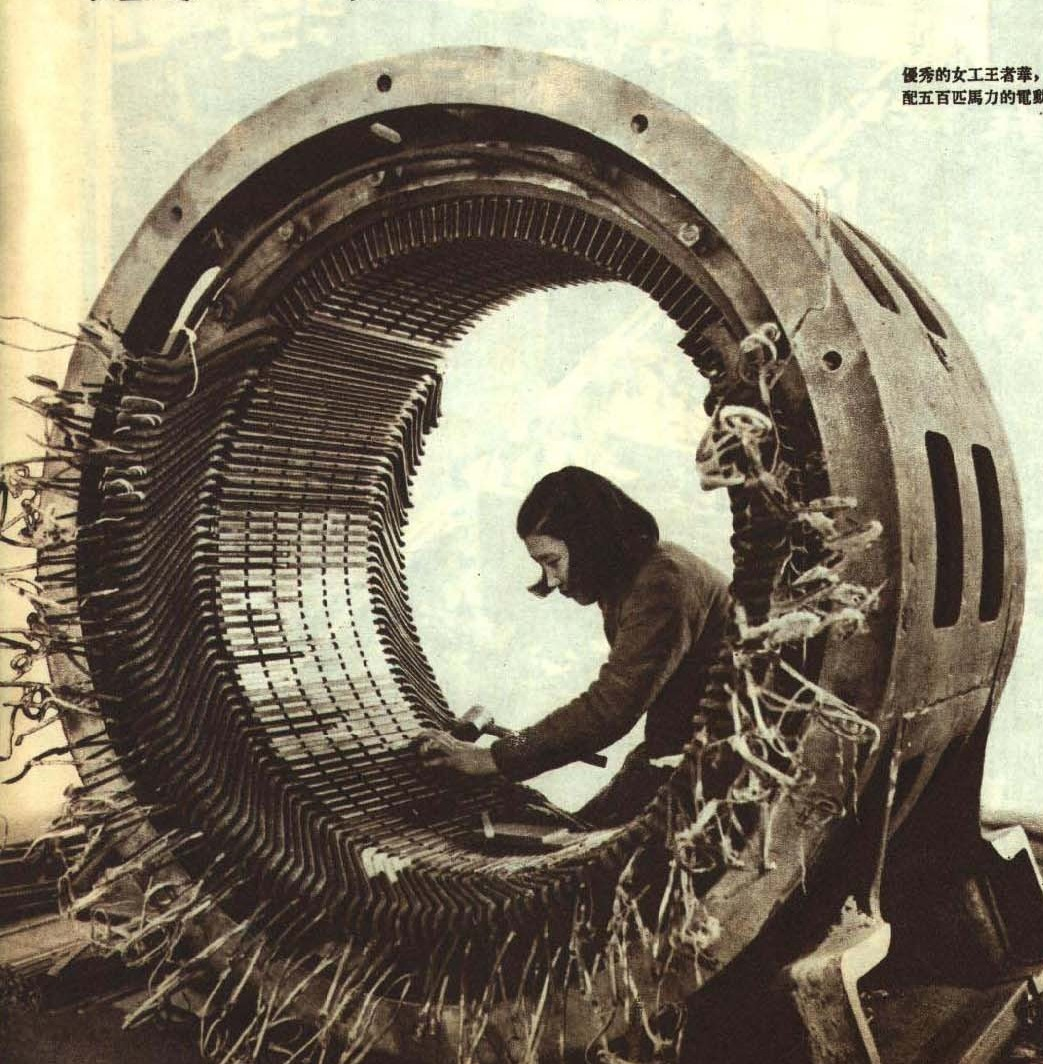
第二个五年计划期間上海电机厂500匹马力电动机

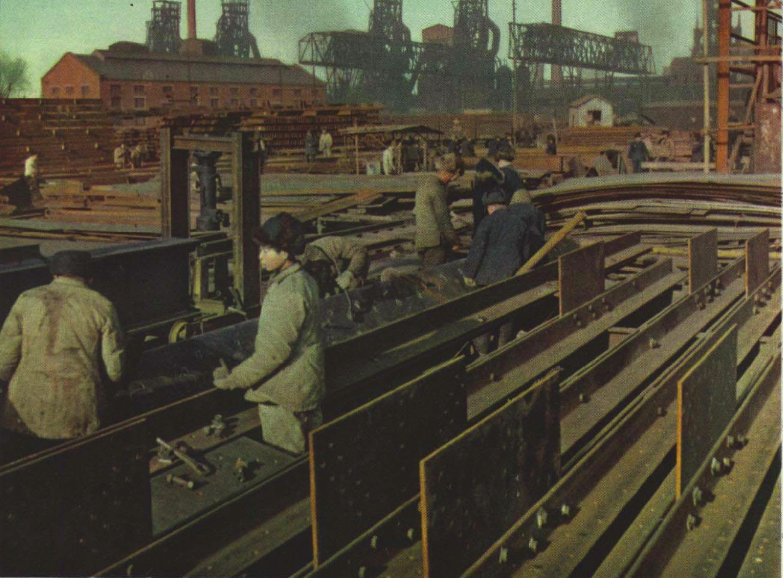
第二个五年计划期間鞍山钢铁

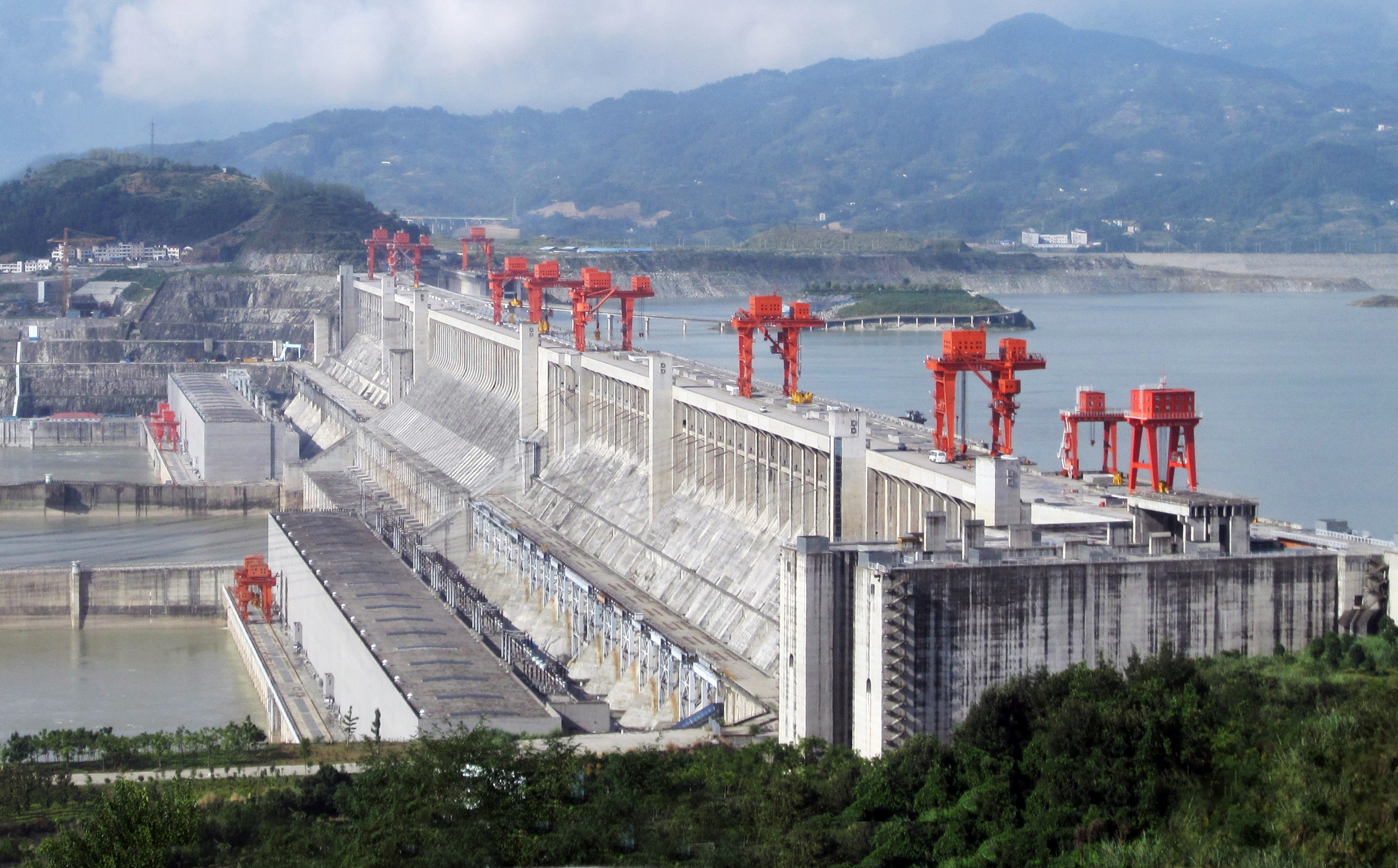
十一五規劃期間三峽大壩完工

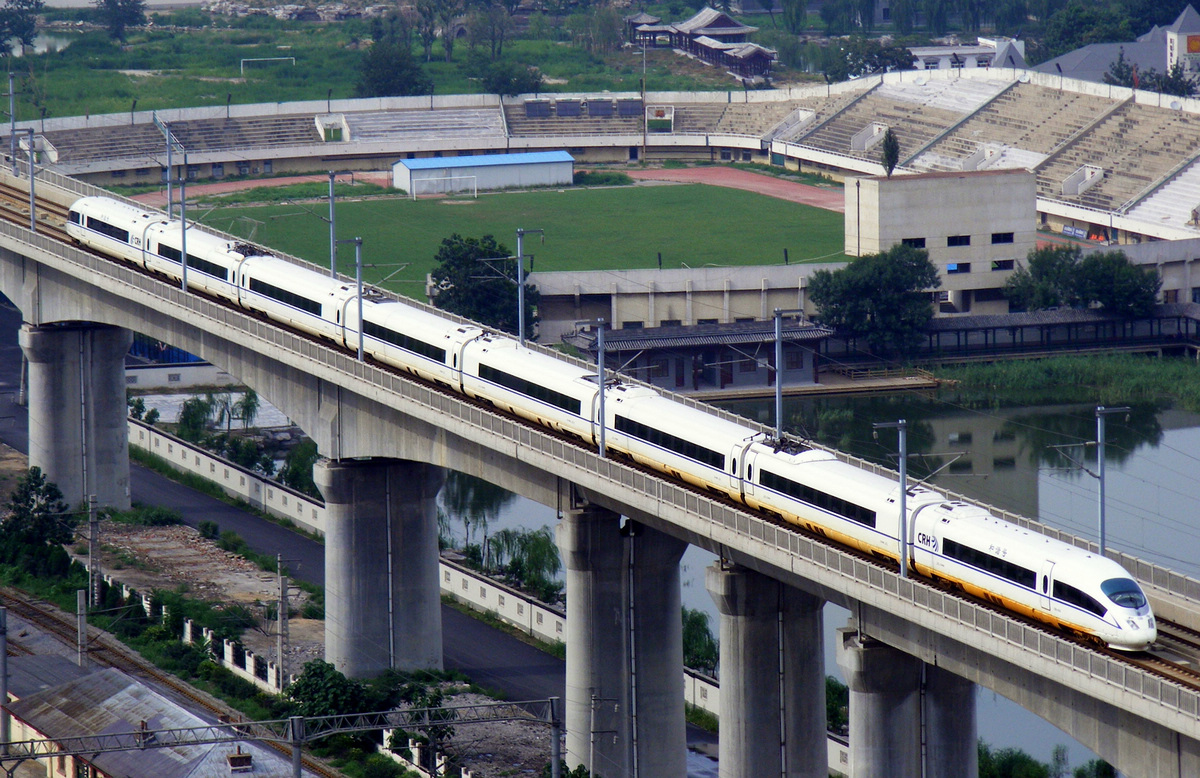
十二五規劃期間四縱四橫高鐵

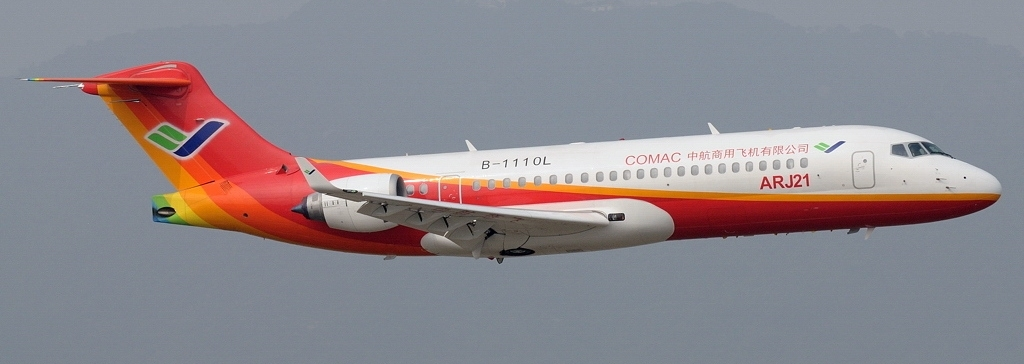
十三五規劃期間國產客機上市

中华人民共和国经济历史指中国大陆自中华人民共和国成立後至目前的经济发展过程，目前成为国内外发展经济学研究热点。主要研究论述有二元经济论、时间序列分析法及发展阶段论等。
1949年中华人民共和国成立前后，中国共产党建立新的中央政府通过一系手段，结束了长期以来的恶性通货膨胀，统一全国货币，建立统收统支的财政体系，强有力的控制了国家经济。1953年开始，在中国大陆实行了类似于苏联列宁时期的新经济政策，被称作过渡时期总路线。1956年社会主义改造完成后实行苏联式的高度集中的计划经济体制，该体制的弊端随着经济发展不断趋向严重。
自1978年中国大陆实行改革开放政策后，经济体制由旧有的不适应经济进一步发展的的苏联式计划经济体制逐步转向以市场为导向的经济体制，政府对经济依然有某种程度上的主导作用，与日韩模式相似。在这种改革下，在农村实现了第二次土地改革，以家庭联产承包责任制逐渐取代了农业合作社，工业企业中的企业领导层拥有更大的自主权，国有企业逐渐成为独立核算的市场主体，允许私人经营服务业以及轻工业，并打开国门，大量引进外资。这种经济体制在1992年后被中国政府称为“中国特色的社会主义市场经济体制”。
2001年，中国加入世界贸易组织，经济高速发展，经过改革开放40多年的发展，中国大陆经济规模迅速扩大，GDP总量世界第二，人均GDP从1979年的275美元增加到2021年的12551美元，东部沿海部分省市人均GDP已经超过两万美元，创造了举世瞩目的经济奇迹，对外贸易规模世界第二，成为世界第一大出口国，仅次于美国的第二大进口国，173种制造业产品产量居世界第一，对世界经济增长的贡献居第一，世界经济增长的第一大发动机，外汇储备超过3萬亿美元，2021年GDP总量17.7萬億美元，原先预计2030年之前中国GDP将超过美国。
多家媒体在2022年指出，中共中央总书记习近平主导的“動態清零”主要出于政治导向，是“政治防疫”。这些媒体声称，继续实行动态清零政策将使中国经济真正处于衰退状态，习近平将面临经济下行和清零政治需要这个无解的难题。2022年5月，中國國務院總理李克強在「全國穩住經濟大盤電視電話會議」上罕見地坦言，中國經濟在某些方面和一定程度上，甚至比2020年疫情嚴重衝擊時還大。

## 经济发展阶段

### 毛泽东时期
1952－1976年，计划经济时期。经济运行轨迹宽幅振荡，计划调控痕迹明显，经济发展大起大落。可分为四个周期：1959－1961年，1964－1968年，1969－1973年，1974－1976年，后三个周期振幅减小。1959年创下GDP历史最高增速，1961年GDP历史负增长记录。
中华人民共和国建国前，中国大陆经历长期战乱，经济波动和受创极大。中华人民共和国成立后，实行苏联式计划经济。1953年到1957年一五期间，中国经济在苏联帮助下开始恢复，以苏联援建156项工程为标志，优先快速发展重化工业替代进口巩固国防，而轻工业和农业处于一个次要地位。期间轻重工业投资比例为1︰7.3，严重向重化工业倾斜，中国国家统计局的文章说法是：“基本奠定工业基础”。又1955年出现经济过热冒进的苗头，后来“冒进”、“反冒进”、“反反冒进”成为中国共产党内政治斗争的其中一个主题。中国共产党主席毛泽东在1957年中共八届三中全会上表达对反冒进若干做法的不满，称：“反冒进扫掉了多快好省,扫掉了《农业发展纲要》,扫掉了促进委员会,使六亿人民泄了气”。还说“反冒进离右派只有五十米远”。并要求要恢复促进委员会，“多、快、好、省”，农业发展纲要四十条。中国共产党新闻网文章称：“这个批评，实际上是后来多次严厉批评反冒进和酝酿发动“大跃进”的开端。”
但在1958年开始的大跃进对中国经济造成严重破坏，并导致大面积饥荒和死亡，同時中蘇關係大幅惡化，經濟協助完全終止。经济在1963年到1965年国家主席刘少奇领导下短暂恢复后，后来又受到毛泽东发动的文化大革命等政治运动冲击。到了文革结束后，用中国共产党新闻网的文章说法是“我们才不得不承认国民经济已经到了崩溃的边缘”。中国国家统计局称：“1978年轻重工业比例为43.1：56.9，轻工业产品严重匮乏。”

### 改革开放时期

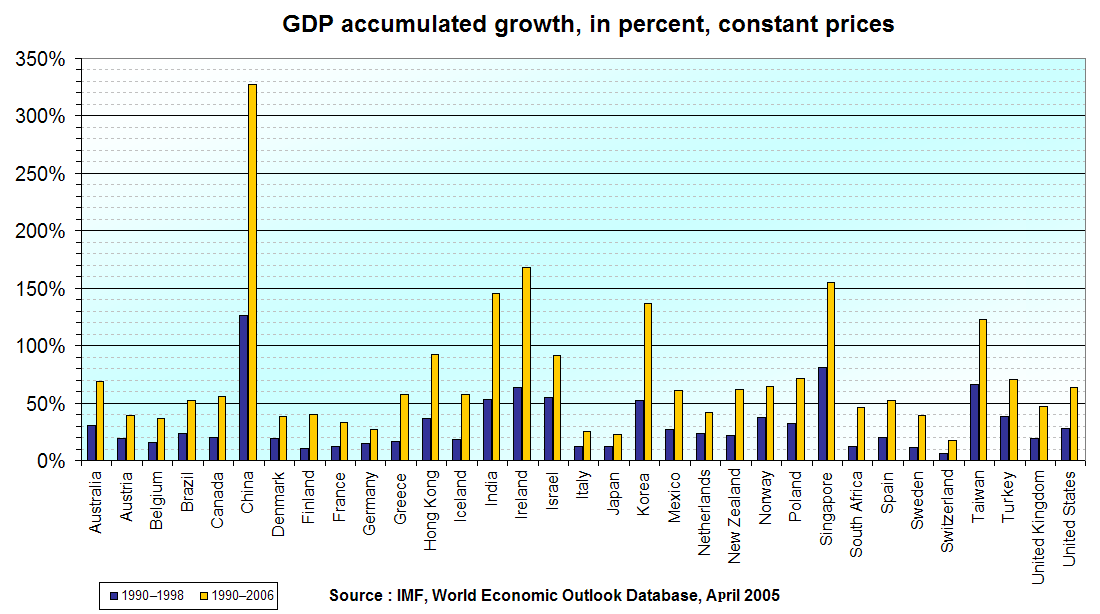
21世紀初期GDP成長率與各國比較

1. ) 1977－1980年，恢复性增长周期。1976年负增长，1977年大幅恢复性增长，1978年改革开放政策实施，1979年，1980年继续恢复性增长。
2. ) 1981－1990年，回落振荡周期。1989年出现投资、消费双膨胀。1989－1990年，因應政治抵制導致的外商直接投資暴跌，進入两年“治理整顿”。
3. ) 1991－1993年，快速增长周期。连续三年保持两位数高速增长，1993年GDP增长率达到历史最高峰。其间1992年邓小平南巡讲话进一步推动经济高涨，政府管制撤廢，進入市場經濟階段。
4. ) 1994－2001年，软着陆周期。使过快过热的经济增长逐步降温，1995年－1997年实现经济软着陆。1997年亚洲金融危机，凸显总需求不足，出现通缩趋势。1998－2001年连续4年增长率下降，2001年达到回调最低点。
5. ) 2002年至2014年，经济高涨期。此一轮宏观经济高涨主要来自钢铁、电解铝、汽车、住房、旅游、教育等。
6. ) 2014年起，经济進入中高速成長期。首要目標以提高服務業為主，並在第二產業領域深化改革，以技術和創新兩大方向並行。並壓制房地產投機，使GDP回到健康增長。

### 习近平时期
习近平自2012年11月出任中共中央总书记，任内加强党和政府对民营企业的管控，导致“国进民退”，以严格的清零政策应对新冠疫情，又推出“房住不炒（三条红线）”和“双减政策”，严重打击中国房地产业和教育行业的发展。
2022年5月19日，国家市场监管总局在天津、吉林、上海等九省、市开展公平竞争审查信息化建设、举报处理、重大政策措施会审、公平竞争指数四项试点。
2020年5月28日，国务院总理李克强在第十三届全国人大第三次会议结束後，按惯例出席了总理记者会。在记者会上，李克强表示保就业是头等大事，他赞扬中国西部有城市通过流动商贩的摊位解决了大量就业。在总理记者会上，国务院总理李克强讨论了疫情对该年脱贫攻坚战的影响，并强调中国当时有6亿人口的每个月收入只有1000元人民币左右。此事受到热烈讨论，经济学家李实称，此数据反映出中国收入不均的现实问题，并强调脱贫攻坚战的实际意义。李克强在记者会上亦首次表示中方将积极考虑加入全面与进步跨太平洋伙伴关系协定。
习近平在2022年再次连任中共中央总书记后，要求树立社会主义住房观，由党和政府完全掌管房地产市场，以此应对严重的中国房地产危机。
習近平親自主導的「房住不炒」政策導致中國房地產行業持續低迷，嚴重拖累中國經濟增長，他在2024年9月召開的中共中央政治局會議上宣布降低存款準備率，實施有力度的降息，促進中國房地產市場止跌回穩，推翻原來的政策。
習近平推行的「雙減政策」嚴重打擊中國私人教育行業，影響中國經濟發展，中國政府在2024年逐步放寬對私人輔導機構的監管，以此增加就業機會減低失業率。

## 历年经济数据
| 年份 | GDP指标    | GDP指标 | 财政收入        | 财政收入      | 城乡居民生活        | 城乡居民生活      | 城乡居民生活            | 城乡居民生活      | 城乡居民生活            | 城乡居民生活        | 城乡居民生活      | 城乡居民生活            |
| 年份 | GDP (亿元) | 人均GDP | 财政收入 (亿元) | 占GDP 比重(%) | 人均可支配 收入(元) | 占人均GDP 比重(%) | 城镇居民 人均可支配收入 | 占人均GDP 比重(%) | 城镇居民家庭 恩格尔系数 | 农村居民 人均纯收入 | 占人均GDP 比重(%) | 农村居民家庭 恩格尔系数 |
| 2014 | 636,139    | 46,507  | 140,350         | 22.05         | 20,167              | 43.3              | 28,844                  | 62.0              |                         | 10,489              | 22.5              |                         |
| 2013 | 585,336    | 41,908  | 129,210         | 22.07         | 18,311              | 43.7              | 26,955                  | 64.32             | 35.0                    | 8,896               | 21.23             | 37.7                    |
| 2012 | 532,872    | 38,354  | 117,254         | 22.00         | 16,674              | 43.5              | 24,565                  | 64.1              | 36.2                    | 7917                | 20.6              | 39.3                    |
| 2011 | 472,882    | 35,181  | 103,740         | 22.00         | 14,582              | 41.6              | 21,810                  | 62.2              | 36.3                    | 6,977               | 19.9              | 40.4                    |
| 2010 | 401,513    | 30,015  | 83,102          | 20.70         | 12,508              | 41.7              | 19,109                  | 63.7              | 35.7                    | 5,919               | 19.7              | 41.1                    |
| 2009 | 340,903    | 25,608  | 68,518          | 20.10         | 10,965              | 42.8              | 17,175                  | 67.1              | 36.5                    | 5,153               | 20.1              | 41.0                    |
| 2008 | 314,045    | 23,708  | 61,330          | 19.53         | 9,939               | 41.9              | 15,781                  | 66.6              | 37.9                    | 4,761               | 20.1              | 43.7                    |
| 2007 | 265,810    | 20,169  | 51,322          | 19.31         | 8,567               | 42.5              | 13,786                  | 68.3              | 36.3                    | 4,140               | 20.5              | 43.1                    |
| 2006 | 216,314    | 16,500  | 38,760          | 17.92         | 7,211               | 43.7              | 11,760                  | 71.3              | 35.8                    | 3,587               | 21.7              | 43.0                    |
| 2005 | 184,937    | 14,185  | 31,649          | 17.11         | 6,367               | 44.9              | 10,493                  | 74.0              | 36.7                    | 3,255               | 22.9              | 45.5                    |
| 2004 | 159,878    | 12,336  | 26,396          | 16.51         | 5,645               | 45.8              | 9,422                   | 76.4              | 37.7                    | 2,936               | 23.8              | 47.2                    |
| 2003 | 135,823    | 10,542  | 21,715          | 15.99         | 4,993               | 47.4              | 8,472                   | 80.4              | 37.1                    | 2,622               | 24.9              | 45.6                    |
| 2002 | 120,333    | 9,398   | 18,904          | 15.71         | 4,519               | 48.1              | 7,703                   | 82.0              | 37.7                    | 2,476               | 26.3              | 46.2                    |
| 2001 | 109,655    | 8,622   | 16,386          | 14.94         | 4,059               | 47.1              | 6,860                   | 79.6              | 38.2                    | 2,366               | 27.4              | 47.7                    |
| 2000 | 99,215     | 7,858   | 13,395          | 13.50         | 3,712               | 47.2              | 6,280                   | 79.9              | 39.4                    | 2,253               | 28.7              | 49.1                    |
| 1995 | 60,794     | 5,046   | 6,242           | 10.27         | 2,363               | 46.8              | 4,283                   | 84.9              | 50.1                    | 1,578               | 31.3              | 58.6                    |
| 1990 | 18,668     | 1,644   | 2,937           | 15.73         | 904                 | 55.0              | 1,510                   | 91.9              | 54.2                    | 686                 | 41.7              | 58.8                    |
| 1985 | 9,016      | 858     | 2,005           | 22.24         | 479                 | 55.8              | 739                     | 86.2              | 53.3                    | 398                 | 46.4              | 57.8                    |
| 1980 | 4,546      | 463     | 1,160           | 25.52         | 247                 | 53.3              | 478                     | 103.1             | 56.9                    | 191                 | 41.3              | 61.8                    |
| 1978 | 3,645      | 381     | 1,132           | 31.06         | 171                 | 44.9              | 343                     | 90.1              | 57.5                    | 134                 | 35.0              | 67.7                    |

### 失業率

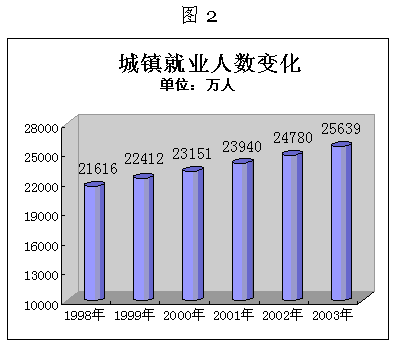
城鎮就業人数变化 (1998-2003)

中華人民共和國官方的國家統計局有公布數據，但亦有民間依據實際經濟情況另做統計，兩者的差距不小。
- 1979年，失業率為5.4%(實際失業率13.6%)
- 1980年，失業率為4.90%
- 1981年，失業率為3.80%
- 1982年，失業率為3.20%
- 1983年，失業率為2.30%
- 1984年，失業率為1.90%
- 1985年，失業率為1.80%
- 1986年至1988年，失業率皆為2.00%
- 1989年，失業率為2.60%
- 1990年至1991年，由於制度創新，失業率又開始爆升。
- 2013年，中國大陸官方的失業率為4.05%[36]
- 2015年，国家统计局报告中國大陆這一年的官方失业率为4.09%。[37]
- 2023年4月，16—24岁青年调查失业率录得20.4％，超过2022年7月的19.9％，创2018年有统计以来最高。[38]

## 人民币汇率沿革

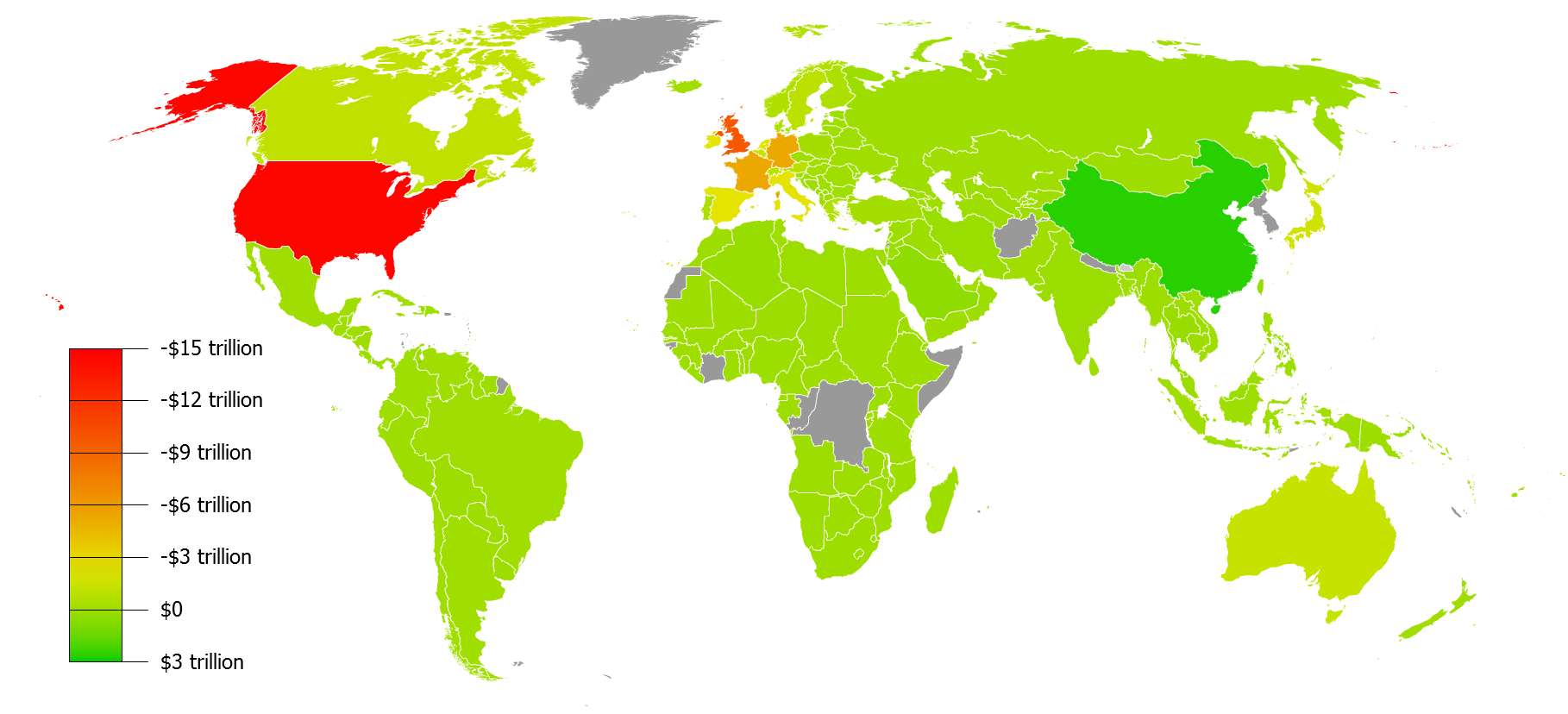
外匯和黃金儲備数额与債務相比较

### 改革开放前
中华人民共和国成立后，参照苏联方式，国家垄断对外贸易，规定人民币官价为1美元=2.6元人民币，此一汇率保持到改革开放前。

### 改革开放初期的汇率
因为汇率实行双轨制，出现了外币黑市，最高时，美元兑人民币超过1:10。

### 2005年汇率制度改革
2005年7月21日19时，中国人民银行发布公告，人民币对美元升值2%，初始化为1美元兑8.11元人民币，并实行以市场供求为基础、参考一篮子货币进行调节、有管理的浮动汇率制度。稍后中国央行发布一篮子货币的构成：美元、日元、欧元、韩元、新加坡元、英镑、马来西亚林吉特、澳大利亚元、加拿大元，比重尚未透露。

## 中国大陆经济历史的发展经济学比较
通常在发展经济学比较上存在四种不同的横向和纵向的比较：
1. 纵向与民国时代如1949年经济状况相比
2. 横向与若干不发达国家比，尤其是与邻国印度相比
3. 1960年代开始与（前）苏联相比，主要是农业方面
4. 1980年代开始与邻国日本以及亚洲四小龙相比
5. 20世纪末开始与欧美發达国家相比，主要是经济增长率

在欧美发展经济学文献中，这种比较往往是第二和第四种

## 中国大陆经济发展模式转型
按照发展经济学的研究，中国大陆在改革开放之后主要采取了日韩的出口导向型发展模式，但在2000年代，随着大量贸易盈余引发的中美、中欧贸易战和人民币汇率问题，中国大陆的经济管理部门意识到中国大陆这样的大国经济需要转型为内需拉动型的经济发展模式，相比较日韩，中国在发展过程的较早阶段转入了创建大规模的国内消费市场，借以调节诸如过高的亚洲储蓄率和过高的美国消费等的全球经济结构性失衡问题。